# Lucienne Schmith
Lucienne Schmith-Couttet (* 27. November 1926 in Chamonix als Lucienne Couttet; † 4. Oktober 2022 ebenda) war eine französische Skirennläuferin. Sie wurde 1954 Weltmeisterin im Riesenslalom und damit die erste französische Weltmeisterin im alpinen Skisport.

## Karriere
Lucienne Schmith-Couttet gewann von 1943 bis 1948 sechs Französische Meistertitel. 1948 nahm sie an den Olympischen Winterspielen in St. Moritz teil und erreichte jeweils Platz 10 in der Abfahrt und der Kombination sowie Rang 20 im Slalom. Sie gewann 1949 die Abfahrt, den Slalom und die Kombination des Harriman Cups in Sun Valley und wurde im selben Jahr kanadische Meisterin im Slalom und in der Kombination. Bei den SDS-Rennen in Grindelwald erzielte sie von 1949 bis 1954 fünf Podestplätze, darunter ein Sieg in der Kombination 1954.
Bei den Weltmeisterschaften 1950 in Aspen gewann Schmith-Couttet die Bronzemedaille im Riesenslalom. Vier Jahre später, bei den Weltmeisterschaften 1954 in Åre, wurde sie zur ersten französischen Weltmeisterin im alpinen Skisport, als sie im Riesenslalom die Goldmedaille gewann und zudem Dritte in der Abfahrt und in der Kombination wurde. Sie war mit dem französischen Skirennläufer James Couttet verheiratet.

## Statistik

### Olympische Winterspiele
(zählten zugleich als Weltmeisterschaften)
- St. Moritz 1948: 10. Abfahrt, 10. Kombination, 20. Slalom

### Weltmeisterschaften
- Aspen 1950: 3. Riesenslalom, 5. Slalom, 6. Abfahrt
- Åre 1954: 1. Riesenslalom, 3. Abfahrt, 3. Kombination, 24. Slalom